# Lingue canache
Le lingue canache (o lingue neocaledoni) sono un ceppo linguistico appartenente al gruppo delle lingue oceaniche e alla famiglia delle lingue austronesiane. 
I locutori di tali lingue sono i canachi, gli abitanti indigeni di origine melanesiana della Nuova Caledonia. 
Molte di queste, a causa dei pochi parlanti superstiti, stanno cadendo in disuso. Perciò, al fine di conservarle, alcune di queste lingue (Drehu, Xârâcùù, Iaai, Païcî, Nengone e Ajië) vengono insegnate anche nelle università delle città in cui sono parlate.

## Lingue canache parlate in Nuova Caledonia
Le lingue canache sono 28 e sono diffuse in tutte le regioni della Nuova Caledonia (Provincia Nord, Provincia Sud e Isole della Lealtà).

### Nella Provincia Nord

#### Nell'area di Hoot Ma Waap
- Nyâlayu (con 1522 interlocutori e diffusa nelle città di Ouégoa, Belep e Pouébo)
- Kumak (parlata da 1110 interlocutori a Koumac e Poum)
- Caac (parlata a Pouébo da 890 persone)
- Yuanga (parlata da 1992 persone a Kaala-Gomen e Ouégoa )
- Jawe (parlata da 729 persone a Pouébo e Hienghène)
- Nemi (parlata da 768 interlocutori a Hienghène )
- Fwâi (parlata da 1131 persone a Hienghène)
- Pije (parlata da 161 interlocutori a Hienghène)
- Pwaamei (parlata a Voh da 269 persone)
- Pwapwâ (parlata a Voh da 16 interlocutori)
- Dialetto di Voh-Koné (parlata da 878 persone a Voh e Koné)

#### Nell'area di Paici-Camuki
- Païcî (parlata a Poindimié, Konè, Poya e Ponérihouen da 5498 persone)
- Camuki (chiamata anche Cèmuhî e parlata da 2051 persone a Touho, Konè e Poindimié )

#### Nell'area di Ajie-Aro
- Ajië (con 5356 interlocutori a Houaïlou, Ponérihouen, Poya e Kouaoua )
- Arhâ (parlata da 166 persone a Poya )
- Arhö (parlata da 349 persone a Poya )
- Orowe (parlata da 490 persone a Bourail )
- Neku (parlata da 125 persone a Bourail e Moindou)
- Sîchë (parlata da 19 canachi a Bourail e Moindou )

#### Nell'area di Xaracuu
- Xârâcùù (parlata da 3784 persone a Canala, La Foa, e Boulouparis )
- Tirî (parlata da 264 persone a La Foa e Sarraméa)
- Xârâgurè (parlata da 566 persone a Thio )

### Nella Provincia Sud

#### Nell'area di Djubèa-Kaponè
- Ndrumbea (parlata da 946 persone a Dumbèa, Numea, Yatè e Païta )
- Numèè (parlata da 1814 persone a Yatè, Le Mont-Dore e Isola dei Pini )

### Nelle Isole della Lealtà
- Nengone (parlata da 6377 persone a Marè Island e Tiga )
- Drehu (parlata a Lifou da 11 338 persone)
- Iaai (parlata a Ouvéa da 1562 persone)
- Uveano Occidentale (di origini polinesiane e chiamata localmente Fagauvea e parlata a Ouvéa da 1107 persone)

## Lingue correlate
A queste 28 lingue, per affinità di provenienza canaca, vengono aggiunti i dialetti delle lingue stesse (ossia le diverse sfumature della lingue stessa in diversi comuni neocaledoni) e il Tayo, una lingua creola basata sul francese parlata dalla tribù Sant Louis a Le Mont-Dore